# Кубок ФНЛ 2015
Polytan Ку́бок Футбо́льной национа́льной ли́ги 2015 года — четвёртый розыгрыш Кубка ФНЛ, который проходил с 12 по 23 февраля 2015 года в Турции. Обладателем кубка стал астраханский «Волгарь».

## Участники
Участниками кубка стали 16 лучших команд по итогам первого круга первенства ФНЛ 2014/2015.
1. «Анжи» (Махачкала).
2. «Крылья Советов» (Самара).
3. «Томь» (Томск).
4. «Газовик» (Оренбург).
5. «Тосно» (Ленинградская область).
6. «Енисей» (Красноярск).
7. «Волга» (Нижний Новгород).
8. «Волгарь» (Астрахань).
9. «Шинник» (Ярославль).
10. «Сокол» (Саратов).
11. «Луч-Энергия» (Владивосток).
12. «СКА-Энергия» (Хабаровск).
13. «Сибирь» (Новосибирск).
14. «Тюмень» (Тюмень).
15. «Балтика» (Калининград).
16. «Сахалин» (Южно-Сахалинск).

## Регламент

### Формат розыгрыша
Формат проведения розыгрыша Кубка ФНЛ 2015 изменился. В розыгрыше участвовали не 8 команд, как в прошлых розыгрышах, а первые 16 команд. Участники розыгрыша Кубка ФНЛ разбивались на четыре группы по четыре команды в каждой.
По итогам однокругового группового турнира победители групп «А» и «Б» в полуфинале определили одного из финалистов, который в финале сыграл с победителем второго полуфинального матча между первыми командами групп «В» и «Г». Соответственно, участники матча за 3-е место определились в аналогичном противостоянии занявших вторые места, матча за 5-е место — третьи и так далее.

## Групповой турнир

### Группа «A»
| 12 февраля 2015 1 тур | «Анжи | 0:2      | Сибирь                                      | Белек                                                                             |
| 11:15 MSK |       | Протокол | 0:1 Андрей Иванов 5′ · 0:2 Иван Нагибин 74′ | Стадион: спортивного комплекса Кайя Зрителей: 100 Судья: Виталий Мешков (Дмитров) |
| Анжи: Дженетов, Удунян, Гасанов, Курбанов, Байсонгуров, Кузьмин (Корголоев, 46), Муслимов (Тен, 72), Джамалутдинов, Фатуллаев, Мирзаев, Абдулавов. · Сибирь: Цыган, Выходил, Иванов, Маргасов, Рогочий, Гладышев, Скороходов (Зиновьев, 46), Нагибин, Свежов, Чеботару, Маркосов (Беляев, 72). · Абдулавов (49'), Байсонгуров (61'), Дженетов (73'). |       |          |                                             |                                                                                   |

| 12 февраля 2015 1 тур | Тосно | 0:1      | Шинник                | Белек                                                                                |
| 13:45 MSK |       | Протокол | 0:1 Никита Маляров 8′ | Стадион: спортивного комплекса Кайя Зрителей: 300 Судья: Владимир Москалёв (Воронеж) |
| Тосно: Нарубин, Тетрашвили (Зубейко, 46), Зайцев, Наваловский (Филатов, 46), Ковальчик, Хадарцев (Романенко, 74), Астафьев (Пазин, 46), Берхамов (Причиненко, 65), Бочков (Павленко, 74), Прокофьев (Султонов, 69), Марцваладзе (Вотинов, 46). · Шинник: Малышев, Ламанж, Тимошин (Чичерин, 46), Маляров (Сериков, 90+), Деобальд (Айрапетян, 80), Рылов (Н'Дри, 46), Гриднев (Сиротов, 17), Ятченко (Стешин, 46), Щадин (Андреев, 83), Войдель, Низамутдинов (Сидоров, 73). · Берхамов (30'), Астафьев (40'), Зайцев (62') — Маляров (76'). |       |          |                       |                                                                                      |

| 14 февраля 2015 2 тур | Шинник | 0:0      | «Анжи | Белек                                                                                      |
| 11:15 MSK |        | Протокол |       | Стадион: спортивного комплекса Кайя Зрителей: 250 Судья: Сергей Лапочкин (Санкт-Петербург) |
| Шинник: Пчелинцев, Н'Дри, Ламанж, Чичерин, Тимошин, Сиротов, Деобальд (Ятченко, 71), Войдель, Рылов (Щадин, 46), Маляров, Низамутдинов (Сидоров, 84). · Анжи: Криворучко, Тен, Мирошниченко (Гасанов, 78), Тагирбеков, Газимагомедов, Андреев, Джамалутдинов (Курбанов, 46), Комков, Агаларов, Асильдаров (Абдулавов, 46), Митришев. · Н'Дри (45+'), Сидоров (86') — Газимагомедов (41'), Андреев (68'), Курбанов (79'). |        |          |       |                                                                                            |

| 14 февраля 2015 2 тур | Сибирь | 0:2      | Тосно                                                  | Белек                                                                            |
| 13:45 MSK |        | Протокол | 0:1 Станислав Прокофьев 42′ · 0:2 Отар Марцваладзе 56′ | Стадион: спортивного комплекса Кайя Зрителей: 300 Судья: Сергей Карасёв (Москва) |
| Сибирь: Авдюшкин, Головатенко, Ларенц, Бухряков (Кушнерук, 59), Дудолев, Первов, Кувшинов, Едунов, Гусев, Беляев, Сергеев. · Тосно: Ревишвили, М.Смирнов (Цховребов, 67), Зайцев, Наваловский (Филатов, 57), Зубейко (Тетрашвили, 46), Романенко (Пазин, 46), Хадарцев, Берхамов (Причиненко, 46), Астафьев (Султонов, 46), Бочков (Вотинов, 46), Прокофьев. · Ларенц (19'), Скороходов (70'), Головатенко (83') — Берхамов (35'), Вотинов (65'). · Ларенц (32') · Нереализованный пенальти: Роман Беляев (44', вратарь), Александр Павленко (86', вратарь). |        |          |                                                        |                                                                                  |

| 16 февраля 2015 3 тур | «Анжи                          | 1:0      | Тосно | Белек                                                              |
| 11:15 MSK | 1:0 Тамирлан Джамалутдинов 72′ | Протокол |       | Стадион: спортивного комплекса Кайя Судья: Алексей Еськов (Москва) |
| Анжи: Дженетов, М.Мусалов, Гасанов, Удунян, Курбанов, Багомедов (Омаров, 46), Джамалутдинов, Фатуллаев, Абдулавов, Мирзаев (Т.Мусалов, 46), Дибиргаджиев (Муслимов, 57). · Тосно: А.Смирнов, Зубейко (Тетрашвили, 46), Зайцев (М.Смирнов, 54), Наваловский, Ковальчик, Астафьев (Султонов, 82), Хадарцев, Романенко (Пазин, 46), Бочков, Причиненко (Филатов, 81), Прокофьев (Вотинов, 64). · Нереализованный пенальти: Андрей Пазин (52', вратарь) |                                |          |       |                                                                    |

| 16 февраля 2015 3 тур | Шинник | 0:1      | Сибирь                  | Белек                                                                    |
| 13:45 MSK |        | Протокол | 0:1 Михаил Маркосов 32′ | Стадион: спортивного комплекса Кайя Судья: Виталий Рушаков (Архангельск) |
| Шинник: Малышев, Гапон, Стешин (Ламанж, 46), Чичерин (Ятченко, 46), Катынсус (Тимошин, 46), Деобальд, Щадин (Сиротов, 46), Рылов, Маляров, Войдель, Низамутдинов. · Сибирь: Цыган, Выходил (Головатенко, 46), Иванов, Маргасов, Рогочий, Зиновьев (Скороходов, 51), Гладышев, Свежов (Едунов, 81), Нагибин (Дудолев, 68), Чеботару, Маркосов (Беляев, 68). · Маляров (47'), Войдель (78') — Гладышев (70'), Свежов (74'), Маргасов (75'), Беляев (85'). |        |          |                         |                                                                          |

#### Турнирная таблица
| М | Клуб   | 1   | 2   | 3   | 4   | И | В | Н | П | МЗ | МП | ±М | О |
| - | ------ | --- | --- | --- | --- | - | - | - | - | -- | -- | -- | - |
| 1 | Сибирь | -   | 1:0 | 2:0 | 0:2 | 3 | 2 | 0 | 1 | 3  | 2  | +1 | 6 |
| 2 | Шинник | 0:1 | -   | 0:0 | 1:0 | 3 | 1 | 1 | 1 | 1  | 1  | 0  | 4 |
| 3 | «Анжи  | 0:2 | 0:0 | -   | 1:0 | 3 | 1 | 1 | 1 | 1  | 2  | -1 | 4 |
| 4 | Тосно  | 2:0 | 0:1 | 0:1 | -   | 3 | 1 | 0 | 2 | 2  | 2  | 0  | 3 |

### Группа «B»
| 12 февраля 2015 1 тур | Волга                    | 1:3      | «Луч-Энергия                                                                 | Белек                                                                             |
| 17:15 MSK | 1:3 Леандро да Силва 56′ | Протокол | 0:1 Альберт Гаджибеков 19′ · 0:2 Дмитрий Кортава 22′ · 0:3 Михаил Козлов 39′ | Стадион: спортивного комплекса Беллис Зрителей: 100 Судья: Игорь Федотов (Москва) |
| Волга: Комаров, Жестоков, Маляров (Полянин, 46), Маслов (Суханов, 46), Петров, Юрков (Кухарчук, 46), Миносян, Маляка (Буйволов, 46), Шеляков (Леандро, 35), Чурин (Засеев, 69), Беляков (А.Козлов, 46; Джалилов, 85). · Луч-Энергия: Довбня (Штанько, 46), Пискунов (Лебедев, 46), Гаджибеков (Смирнов, 52), Семочко (Селищев, 52), Зимулька (Грачёв, 46), М.Козлов (Аверьянов, 46), Славнов (Фелипе, 49), Бурченко (Акопян, 49), Клопков (Пономаренко, 46), Насадюк (Белоногов, 46), Кортава (Мязин, 46). · Жестоков (70'), Полянин (80'), Джалилов (87') — Фелипе (77'), Пономаренко (86'). |                          |          |                                                                              |                                                                                   |

| 12 февраля 2015 1 тур | Томь                                             | 2:0      | Балтика | Белек                                                                       |
| 19:45 MSK | 1:0 Кирилл Погребняк 24′ · 2:0 Иван Темников 41′ | Протокол |         | Стадион: спортивного комплекса Беллис Судья: Сергей Иванов (Ростов-на-Дону) |
| Томь: Солосин (Божович 46), Терентьев, Темников, Бендзь (Джиоев, 64), Йиранек, Нехайчик, Шарипов, Башкиров (Петраков, 72), Погребняк (Саная, 64), Голышев, Баженов. · Балтика: Колинько (Шелия, 46), Макаренко, Васильев (Велюлис, 46), Запрудских, Цуканов (Плопа, 70), Овсиенко, Ваганов (Гацко, 64), Зюзинc (Нуров, 46), Шуленин (Гаракоев, 46), Каленкович (Рытов, 46), Базанов (Субботин, 64). · Темников (44') — Запрудских (86'). |                                                  |          |         |                                                                             |

| 14 февраля 2015 2 тур | «Луч-Энергия                                        | 2:2      | Томь                                            | Белек                                                                                |
| 17:15 MSK | 1:0 Фелипе дос Сантос 21′ · 2:1 Дмитрий Кортава 67′ | Протокол | 1:1 Сергей Бендзь 26′ · 2:2 Денис Терентьев 77′ | Стадион: спортивного комплекса Беллис Зрителей: 300 Судья: Алексей Николаев (Москва) |
| Луч-Энергия: Довбня, Лебедев (Пискунов, 46), Грачёв (Смирнов, 54), Гаджибеков (Зимулька, 46), Славнов (Скобликов, 49), Акопян (Насадюк, 46), Клопков (Белоногов, 46), Пономаренко (Козлов, 49), Селищев (Семочко, 46), Фелипе (Гордиенко, 46), Мязин (Кортава, 46). · Томь: Межиев (Чуваев, 46), Джиоев, Темников, Бендзь, Нехайчик (Йиранек, 67), Сорокин, Немов (Шарипов, 45), Сабитов (Башкиров, 45), Димидко (Голышев, 45), Черевко (Терентьев, 46), Саная (Погребняк, 45; Кокко, 67). · Черевко (5'), Джиоев (38'). |                                                     |          |                                                 |                                                                                      |

| 14 февраля 2015 2 тур | Балтика               | 1:2      | Волга                                            | Белек                                                                               |
| 19:45 MSK | 1:0 Георгий Нуров 28′ | Протокол | 1:1 Леандро да Силва 49′ · 1:2 Илья Кухарчук 88′ | Стадион: спортивного комплекса Беллис Зрителей: 200 Судья: Сергей Куликов (Саранск) |
| Балтика: Шелия, Макаренко (Субботин, 85), Цуканов (Васильев, 78), Запрудских (Каленкович, 45), Овсиенко, Рытов, Зюзинc (Гаракоев, 46), Шуленин, Ваганов (Велюлис, 46), Базанов (Минченков, 86), Нуров (Гацко, 78). · Волга: Комаров, Полянин, Жестоков (Маслов, 18), Прошин (Маляров, 72), Буйволов, Петров (Юрков, 74), Суханов (Миносян, 46), Леандро, Маляка, Козлов (Беляков, 68), Кухарчук (Шеляков, 90+). · Маляка (25'), Прошин (56'). · Маляка (62'). |                       |          |                                                  |                                                                                     |

| 16 февраля 2015 3 тур | «Луч-Энергия                                     | 2:0      | Балтика | Белек                                                                                 |
| 17:15 MSK | 1:0 Фелипе дос Сантос 66′ · 2:0 Андрей Мязин 89′ | Протокол |         | Стадион: спортивного комплекса Беллис Зрителей: 200 Судья: Тимур Арсланбеков (Москва) |
| Луч-Энергия: Штанько, Лебедев (Пискунов, 46), Грачёв (Зимулька, 46), Смирнов (Гаджибеков, 46), Козлов (Славнов, 46), Пономаренко (Насадюк, 47), Акопян (Бурченко, 46), Белоногов (Клопков, 47), Селищев (Семочко, 46), Гордиенко (Фелипе, 47), Кортава (Мязин, 46). · Балтика: Колинько (Вамбольт, 46), Рытов, Васильев, Гаракоев (Велюлис, 46), Ваганов (Юран, 77), Гацко, Каленкович, Шуленин (Куцеро, 60), Плопа, Алексеев (Постаногов, 77), Минченков (Нуров, 64). · Плопа (61'). |                                                  |          |         |                                                                                       |

| 16 февраля 2015 3 тур | Томь | 6:3      | Волга                                                                     | Белек                                                                               |
| 19:45 MSK | 1:2 Павел Голышев 15′ · 2:2 Валерий Сорокин 30′ (пен.) · 3:2 Валерий Сорокин 40′ · 4:3 Кирилл Погребняк 52′ · 5:3 Анзор Саная 79′ · 6:3 Пётр Немов 83′ | Протокол | 0:1 Алексей Шеляков 5′ · 0:2 Илья Петров 13′ (пен.) · 3:3 Гела Засеев 48′ | Стадион: спортивного комплекса Беллис Зрителей: 250 Судья: Виталий Мешков (Дмитров) |
| Томь: Солосин, Темников (Черевко, 29), Йиранек, Терентьев, Бендзь (Нехайчик, 52), Сорокин, Димидко (Немов, 52), Башкиров, Погребняк (Саная, 68), Голышев, Баженов. · Волга: Комаров (Романов, 77), Джалилов (Полянин, 58), Маслов (Буйволов, 58), Маляров (Иванов, 46), Прошин (Леандро, 46), Чурин, Юрков (Козлов, 46), Шеляков (Кухарчук, 46), Петров (Миносян, 58), Засеев, Беляков (Каташевский, 46). · Башкиров (53'), Сорокин (68'), Йиранек (84') — Кухарчук (68'), Миносян (74'). · Кухарчук (70'). | |          |                                                                           |                                                                                     |

#### Турнирная таблица
| М | Клуб         | 1   | 2   | 3   | 4   | И | В | Н | П | МЗ | МП | ±М | О |
| - | ------------ | --- | --- | --- | --- | - | - | - | - | -- | -- | -- | - |
| 1 | Томь         | -   | 2:2 | 6:3 | 2:0 | 3 | 2 | 1 | 0 | 10 | 5  | +5 | 7 |
| 2 | «Луч-Энергия | 2:2 | -   | 3:1 | 2:0 | 3 | 2 | 1 | 0 | 7  | 3  | +4 | 7 |
| 3 | Волга        | 3:6 | 1:3 | -   | 2:1 | 3 | 1 | 0 | 2 | 6  | 10 | -4 | 3 |
| 4 | Балтика      | 0:2 | 0:2 | 1:2 | -   | 3 | 0 | 0 | 3 | 1  | 6  | -5 | 0 |

### Группа «C»
| 13 февраля 2015 1 тур | Крылья Советов | 0:0      | Тюмень | Белек                                             |
| 11:15 MSK |                | Протокол |        | Стадион: спортивного комплекса Кайя Зрителей: 300 |
| Крылья Советов: Кобозев, Морозов (Земсков, 46), Мелихов, Обивалин, Божин, Елисеев (Махмудов, 78), Палиенко, Роганов, Синявский (Шляков, 46), Сердеров (Сипатов, 65), Делькин. · Тюмень: Соколов, Пономарёв, Абазов, Кичин (Шляпкин, 46), Ламбарский (Васильев, 46), Самсонов (Полин, 46), Теленков, Клёнкин, Нежелев (Данилов, 46), Мамтов (Кавтарашвили, 71), Кулешов (Голяткин, 46). · Синявский (42'), Мелихов (80') — Абазов (40'), Пономарёв (87'). · Нереализованный пенальти: Сергей Данилов (80', вратарь). |                |          |        |                                                   |

| 13 февраля 2015 1 тур | Енисей                | 1:0      | Сокол | Белек                                                                             |
| 13:45 MSK | 1:0 Виталий Галыш 15′ | Протокол |       | Стадион: спортивного комплекса Кайя Зрителей: 200 Судья: Алексей Матюнин (Москва) |
| Енисей: Плотников (Опарин, 46), Качан (Исаев 46; Магадиев, 90), Марущак, Гультяев, Гарбуз (Адамс, 46), Лайзанс (Иванов, 46), Алиев (Хрущев, 42), Мануковский (Юсифов, 46), Харитонов (Киреев, 46), Лешонок (Ломакин, 46; Шабаев, 83), Галыш (Скворцов, 47). · Сокол: Фёдоров (Барановский, 46), Суслов (Колодин, 46), Габов (Молодцов, 46), Оганесян (Трубило, 46), Бояров (Маркелов, 46), Рябокобыленко (Серасхов, 46), Хубаев (Дутов, 46), Белоусов (Гаглоев, 46), Столяренко (Горбатюк, 46), Тарасов (Муллин, 46), Коротаев (Яковлев, 46). · Юсифов (68'), Скворцов (89') — Маркелов (68'). |                       |          |       |                                                                                   |

| 15 февраля 2015 2 тур | Сокол                       | 3:1 | Крылья Советов | Белек                                                                                |
| 11:15 MSK | Муллин 2′, Яковлев 74′, 77′ |     | Земсков 47′    | Стадион: отеля "Kaya Palazzo Resort" Зрителей: 10 Судья: Владимир Москалёв (Воронеж) |
| Сокол: Барановский, Муллин, Габов, Серасхов (Суслов, 46), Горбатюк, Колодин (Столяренко, 17), Трубило (Рябокобыленко, 46), Дутов, Хубаев, Бояров, Коротаев. Крылья Советов: Шильников, Морозов, Шляков, Обивалин, Бурлак, Роганов, Елисеев, Делькин, Синявский, Земсков (Мелихов, 66), Сипатов. |                             |     |                |                                                                                      |

| 15 февраля 2015 2 тур | Тюмень         | 1:1 | Енисей    | Белек |
| 13:45 MSK             | Ламбарский 55' |     | Галыш 75' |       |

| 17 февраля 2015 3 тур | Крылья Советов                               | 3:0 | Енисей | Белек                                             |
| 11:15 MSK | Махмудов 53′ (пен.), 78′ (пен.), Земсков 87′ |     |        | Стадион: отеля "Kaya Palazzo Resort" Зрителей: 10 |
| Крылья Советов: Вавилин, Мелихов (Делькин, 90), Ятченко, Божин, Обивалин (Сипатов, 67), Енисей: Опарин, Адамс (Гарбуз, 40), Бабенков, Киреев, Шабаев (Марущак, 45), Исаев, Харитонов (Чадов, 84), Ломакин, Юсифов (Лайзанс, 43), Иванов (Гультяев, 75), Алиев. |                                              |     |        |                                                   |

| 17 февраля 2015 3 тур | Сокол | 0:1 | Тюмень     | Белек |
| 13:45 MSK             |       |     | Мамтов 59' |       |

#### Турнирная таблица
| М | Клуб           | 1   | 2   | 3   | 4   | И | В | Н | П | МЗ | МП | ±М | О |
| - | -------------- | --- | --- | --- | --- | - | - | - | - | -- | -- | -- | - |
| 1 | Тюмень         | -   | 0:0 | 1:1 | 1:0 | 3 | 1 | 2 | 0 | 2  | 1  | +1 | 5 |
| 2 | Крылья Советов | 0:0 | -   | 3:0 | 1:3 | 3 | 1 | 1 | 1 | 4  | 3  | +1 | 4 |
| 3 | Енисей         | 1:1 | 0:3 | -   | 1:0 | 3 | 1 | 1 | 1 | 2  | 4  | -2 | 4 |
| 4 | Сокол          | 0:1 | 3:1 | 0:1 | -   | 3 | 1 | 0 | 2 | 3  | 3  | 0  | 3 |

### Группа «D»
| 13 февраля 2015 1 тур | Газовик     | 1:1 | Сахалин     | Белек |
| 17:15 MSK             | Кобялко 81' |     | Гаглоев 60' |       |

| 13 февраля 2015 1 тур | Волгарь                          | 4:2 | СКА-Энергия                   | Белек |
| 19:45 MSK             | Алхазов 6', 12' 67', Мурихин 62' |     | Аладашвили 37', Никифоров 86' |       |

| 15 февраля 2015 2 тур | СКА-Энергия                                | 3:0 | Газовик | Белек |
| 17:15 MSK             | Камболов 55', Кармазиненко 69', Гайдаш 77' |     |         |       |

| 15 февраля 2015 1 тур | Сахалин | 0:1 | Волгарь    | Белек |
| 19:45 MSK             |         |     | Газзаев 3' |       |

| 17 февраля 2015 3 тур | Газовик | 0:2 | Волгарь              | Белек |
| 17:45 MSK             |         |     | Зенин 14', Болов 24' |       |

| 17 февраля 2015 3 тур | СКА-Энергия    | 1:1 | Сахалин     | Белек |
| 19:45 MSK             | Аладашвили 45' |     | Саталкин 51 |       |

#### Турнирная таблица
| М | Клуб        | 1   | 2   | 3   | 4   | И | В | Н | П | МЗ | МП | ±М | О |
| - | ----------- | --- | --- | --- | --- | - | - | - | - | -- | -- | -- | - |
| 1 | Волгарь     | -   | 4:2 | 1:0 | 2:0 | 3 | 3 | 0 | 0 | 7  | 2  | +5 | 9 |
| 2 | СКА-Энергия | 2:4 | -   | 1:1 | 3:0 | 3 | 1 | 1 | 1 | 6  | 5  | +1 | 4 |
| 3 | Сахалин     | 0:1 | 1:1 | -   | 1:1 | 3 | 0 | 2 | 1 | 2  | 3  | -1 | 2 |
| 4 | Газовик     | 0:2 | 0:3 | 1:1 | -   | 3 | 0 | 1 | 2 | 1  | 6  | -5 | 1 |

## Плей-офф
| Сибирь | 0:2 | Томь                    |
| ------ | --- | ----------------------- |
|        |     | Голышев 7', Николич 40' |

| Шинник    | 1:1 (4:2 пен.) | Луч-Энергия   |
| --------- | -------------- | ------------- |
| Рылов 30' |                | Гордиенко 66' |

| Анжи                                        | 3:0 | Волга |
| ------------------------------------------- | --- | ----- |
| Дибиргаджиев 34', Абдулавов 66', Омаров 80' |     |       |

| Тосно | 0:2 | Балтика                   |
| ----- | --- | ------------------------- |
|       |     | Запрудских 41', Плопа 90+ |

| Тюмень | 0:3 | Волгарь                       |
| ------ | --- | ----------------------------- |
|        |     | Алейник 21', Алхазов 59', 79' |

| Крылья Советов | 1:3 | СКА-Энергия                                           |
| -------------- | --- | ----------------------------------------------------- |
| Сердеров, 9'   |     | Кожанов, 11';Аладашвили, 80' (с пенальти);Рухаиа, 84' |

| Енисей | 2-0 | Сахалин |
| ------ | --- | ------- |
|        |     |         |

| Сокол | 1-2 | Газовик |
| ----- | --- | ------- |
|       |     |         |

## Финальные матчи
| 22 февраля 2015 Матч за 15 место | Тосно | 1-1 пен. 4-5 | Сокол | Белек |
| 11:15 MSK                        |       |              |       |       |

| 22 февраля 2015 Матч за 13 место | Балтика | 1-0 | Газовик | Белек |
| 13:45 MSK                        |         |     |         |       |

| 22 февраля 2015 Матч за 11 место | Волга | 0-2 | Сахалин | Белек |
| 17:15 MSK                        |       |     |         |       |

| 22 февраля 2015 Матч за 9 место | Анжи | 1-1 пен. 4:2 | Енисей | Белек |
| 19:45 MSK                       |      |              |        |       |

| 23 февраля 2015 Матч за 7 место | Луч-Энергия | 1-1 пен. 7:8 | Крылья Советов | Белек |
| 11:15 MSK                       |             |              |                |       |

| 23 февраля 2015 Матч за 5 место | Шинник | 3-0 | «СКА-Энергия» | Белек |
| 13:45 MSK                       |        |     |               |       |

| 23 февраля 2015 Матч за 3 место | Сибирь | 2-2 пен. 3:4 | Тюмень | Белек |
| 17:15 MSK                       |        |              |        |       |

## Финал
| 23 февраля 2015 Финал | Томь | 2-2 7-8 пен. | Волгарь | Белек |
| 19:45 MSK             |      |              |         |       |

## Бомбардиры
| Место | Игрок              | Команда        | Голы |
| 1     | Александр Алхазов  | Волгарь        | 5    |
| 2-12  | Кахабер Аладашвили | СКА-Энергия    | 2    |
| 2-12  | Виталий Галыш      | Енисей         | 2    |
| 2-12  | Павел Голышев      | Томь           | 2    |
| 2-12  | Михаил Земсков     | Крылья Советов | 2    |
| 2-12  | Дмитрий Кортава    | Луч-Энергия    | 2    |
| 2-12  | Леандро да Силва   | Волга          | 2    |
| 2-12  | Эмин Махмудов      | Крылья Советов | 2    |
| 2-12  | Кирилл Погребняк   | Томь           | 2    |
| 2-12  | Валерий Сорокин    | Томь           | 2    |
| 2-12  | Фелипе дос Сантос  | Луч-Энергия    | 2    |
| 2-12  | Андрей Яковлев     | Сокол          | 2    |
| ----- | ------------------ | -------------- | ---- |